# Азербејџан на Зимским олимпијским играма 2018.
Азербејџану је ово било шесто узастопно учествовање на Зимским олимпијским играма. Азербејџанску делегацију, на Зимским олимпијским играма 2018. у Пјонгчанг Јужна Кореја од 9. до 25. фебруара 2018. године представљао је један алпски скијаш који се такмичио у слалом}у.
Одређено је 22. јануара 2018. да на свечаној церемонији отварања заставу Азербејџана носи једини учесник Патрик Брахнер.

## Учесници по спортовима
| Спорт          | Мушкарци | Жене | Укупно |
| -------------- | -------- | ---- | ------ |
| Алпско скијање | 1        | 0    | 1      |
| Укупно(1)      | 1        | 0    | 1      |

## Алпско скијање
Азербејџан је квалификовао једног аустријаској алпског скијаша Патрика Брахнера. Брахнер је представљао Азербејџан и четири гогине раније на Зимским олимпијским играма 2014. у Сочи.

### Мушкарци
| Такмичар       | Дисциплина | Резултати         | Резултати         | Резултати         | Резултати         | Резултати         | Детаљи |
| Такмичар       | Дисциплина | 1. трка           | 2. трка           | Укупно            | Заостатак         | Пласман/уч. (ук.) | Детаљи |
| -------------- | ---------- | ----------------- | ----------------- | ----------------- | ----------------- | ----------------- | ------ |
| Патрик Брахнер | Слалом     | Није завршио трку | Није завршио трку | Није завршио трку | Није завршио трку | Није завршио трку | [ 6 ]  |